# Walhain
Walhain (em valão: Walin) é um município da Bélgica localizado no distrito de Nivelles, província de Brabante Valão, região da Valônia.